# Крагуевац
Кра́гуевац (серб. Крагујевац / Kragujevacо файле) — город в Сербии, столица административного региона Шумадия. В 2022 году в городе проживало 146 315 человек, во всей агломерации 171 186 человек. Располагается в 120 километрах к югу от Белграда.
Крагуевац — промышленный и научный центр. Также является макрорегиональным центром для Чачака, Кралево, Ужице, Ягодины, Крушеваца и Смедерево, Пожареваца и севера Косова.

## Этимология
Наименование города происходит от названия птицы серб. Крагуj — «ястреб» изображение которого видно на гербе города. В районе города было много лесов и данная птица использовалась для охоты. По другой версии, наименование происходит от личного имени «Крагуй», известного в Сербии с XIV века и переводится буквально как город Крагуя, но данная версия мало поддерживается, так как данное имя в качестве личного практически не встречается в Сербии.

## История

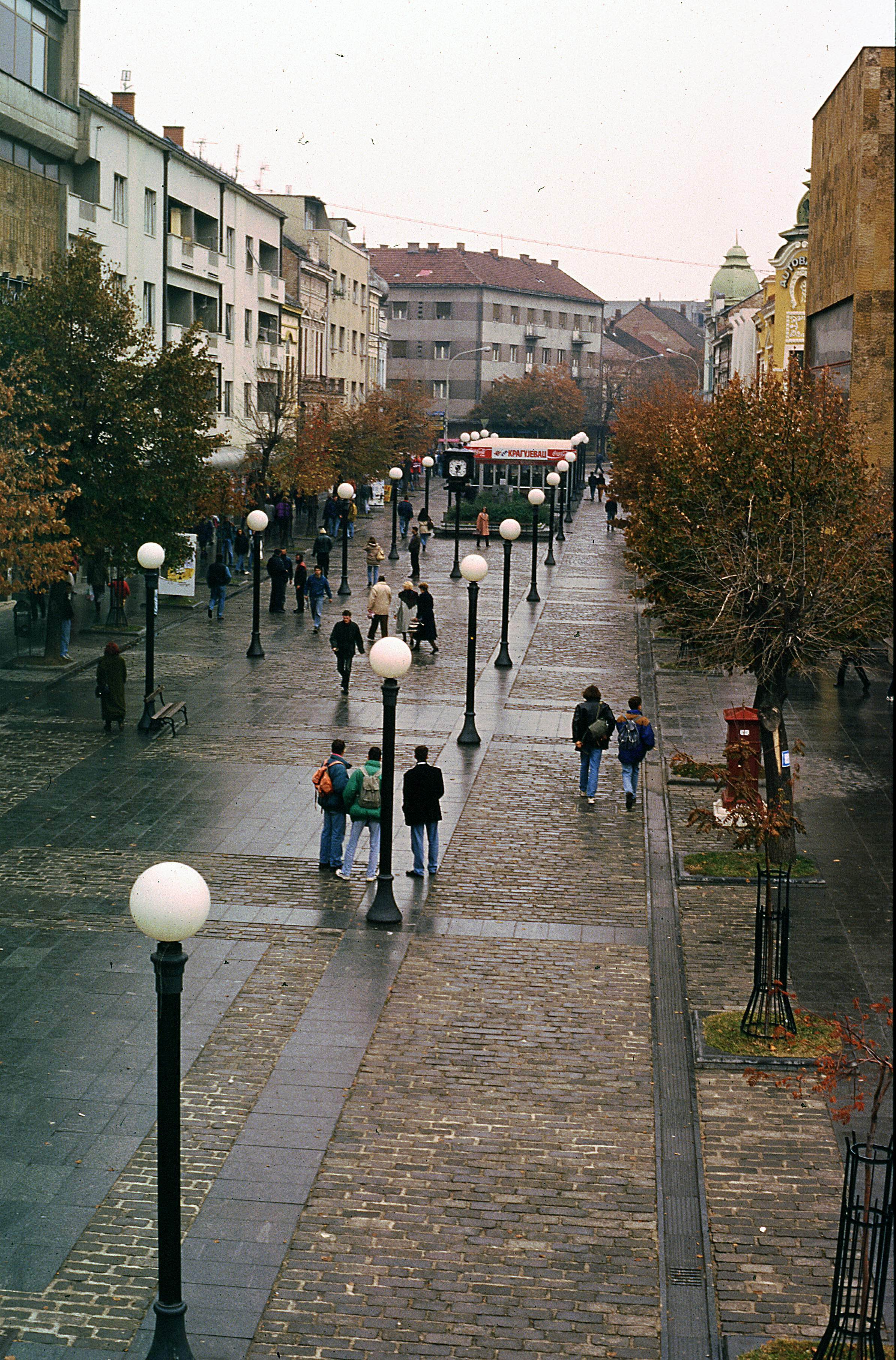
В центре города

Впервые упоминается в 1476 году в турецком документе в форме «Крагуйофча». Тогда в нём было 32 дома.
Освобождён от турецкого владычества в 1815 году. Первая столица Сербии как государства нового времени (1818—1841). Здесь находились первая сербская гимназия и лицей (предшественник Белградского университета), первый суд, первый театр, издавалась первая сербская газета. С середины XIX века развивается промышленность (в 1853 г. отлита первая пушка).
Во время Первой мировой войны, в связи с оккупацией Белграда, город снова на некоторое время становится столицей.
21 октября 1941 года немецкие войска расстреляли 7000 жителей города, среди которых было около 300 учеников и 18 учителей местной гимназии, в отместку за 70 немецких солдат и офицеров, убитых партизанскими отрядами Тито. Людей забирали прямо с улиц. Этому событию посвящена песня сербской поэтессы Десанки Максимович «Кровавая сказка», в которой присутствует момент, когда забирают цыганят-чистильщиков обуви 6-10 лет. Эти сцены неоднократно показывали в фильмах, посвящённых войне. На месте трагедии сейчас находятся памятник и музей.
Известна также в исполнении Марка Бернеса песня Я. А. Френкеля на слова В. Лифшица «Последний урок».

### Современность
- Традиции оружейного дела продолжает компания Застава Оружие, расположенная в Крагуеваце.

## Топографические карты
- Лист карты L-34-XXXIII.
- Лист карты K-34-III. Масштаб: 1 : 200 000. Указать дату выпуска/состояния местности.

## Города-побратимы[4]
- Сюрен
- Быдгощ
- Питешти
- Охрид
- Бельско-Бяла
- Реджо-Эмилия
- Спрингфилд
- Карловац
- Могилёв
- Сплит